# 日立駅

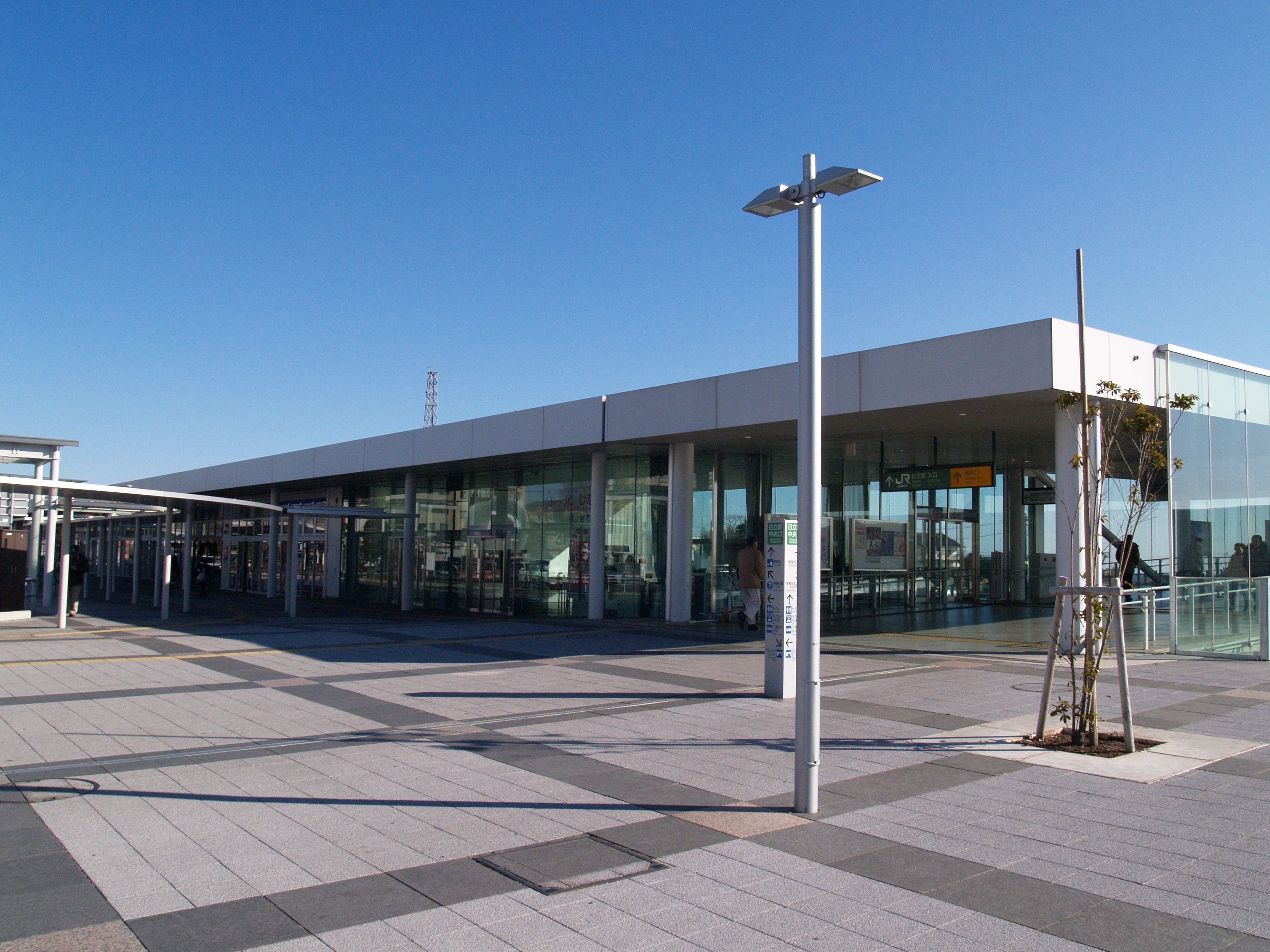
中央口（2014年1月）

日立駅（ひたちえき）は、茨城県日立市幸町一丁目にある、東日本旅客鉄道（JR東日本）・日本貨物鉄道（JR貨物）常磐線の駅である。貨物事務管コードは▲421122。2011年より使用されている駅舎は、日立市出身の建築家の妹島和世による作品として知られる。

## 概要
日立市の中心駅である。開設当初は助川駅（すけがわえき）であったが、1939年9月1日に当時の助川町が消滅した直後の、同年10月20日に日立駅に改名されて現在に至っている。
日立鉱山（1981年閉鎖）の最寄り駅であったため、銅山が操業していた時代には鉱山電車が当駅始発で運行されるなど、鉱山を背景に進展した地域が点在する常磐線を代表する駅の一つでもある。
日立市役所、かみね公園、日立シビックセンター の最寄り駅である。

## 歴史
- 1897年（明治30年）2月25日：日本鉄道の助川駅（すけがわえき）として開業[7]。一般駅[2]。
- 1906年（明治39年）11月1日：日本鉄道が国有化され、官設鉄道の所属となる[2]。
- 1908年（明治41年）11月：助川駅と日立鉱山を結ぶ鉄道路線として、日立鉱山専用電気鉄道が開業。
- 1909年（明治42年）10月12日：線路名称制定により常磐線の所属となる。
- 1939年（昭和14年）10月20日：同年9月1日の日立市成立にあわせ、日立駅に改称[7]。
- 1946年（昭和21年）11月18日：昭和天皇が日立市に行幸（昭和天皇の戦後巡幸）。東京駅発 - 日立駅着、日立駅発 - 水戸駅着のお召し列車が運行[8]。
- 1949年（昭和24年）6月1日：日本国有鉄道が発足。
- 1952年（昭和27年）：駅舎を改築。
- 1960年（昭和35年）10月5日：日立鉱山専用電気鉄道が閉業（人員輸送は同年5月31日で閉業）。
- 1977年（昭和57年）：「日立駅前開発基本構想」がまとまる[9]。
- 1983年（昭和58年）
  - 3月：日立市と日本鉱業株式会社との間で、日立鉱山の鉱物積出しヤードの跡地を含む約12.5haの土地に関する売買契約を締結[9][10]。
  - 12月：「日立駅前開発整備計画」を策定[9][11]。
- 1985年（昭和60年）12月：都市施設等の都市計画が決定[9]。
- 1986年（昭和61年）11月1日：荷物の取扱を廃止[2]。
- 1987年（昭和62年）4月1日：国鉄分割民営化により、JR東日本とJR貨物の駅となる[2]。
- 1992年（平成4年）度：遊びと創造の都市（まち）「日立駅前地区」が公益財団法人 日本都市計画学会の「計画設計賞」を受賞する[12]。
- 1994年（平成6年）12月：「日立駅前開発整備事業」換地処分及び清算事業が終了[13]。
- 1997年（平成9年）3月5日：自動改札機を設置し、供用開始する[14]。
- 2004年（平成16年）10月16日：東京近郊区間に編入され、ICカード「Suica」の利用が可能となる（水戸方面のみ）[15]。
- 2005年（平成17年）
  - 3月：「日立駅前周辺地区整備構想」を策定[16]。
  - 10月6日：発車メロディを変更。
- 2005年（平成17年）度：自由通路新設及び駅舎橋上化概略設計・基本設計[17][18]。
- 2006年（平成18年）3月：「日立駅周辺地区整備検討調査報告書」を策定[19]。
- 2006年（平成18年）度
  - 日立市とJR貨物及びJR東日本が日立駅周辺地区整備事業に関する基本協定を締結[17]。
  - 都市計画決定及び事業認可[17]。
- 2007年（平成19年）12月：「日立駅周辺地区整備事業」着工[20]。
- 2008年（平成20年）3月15日：ICカード「Suica」が高萩駅まで利用が可能となる[21]。
- 2011年（平成23年）
  - 4月7日：橋上駅舎完成、供用開始[22][23]。
  - 「いばらきデザインセレクション2011」知事選定に「日立駅自由通路及び橋上駅舎」が選ばれる[24]。
  - 「まちづくりグリーンリボン賞」に「日立駅自由通路新設及び駅舎橋上化事業」が選ばれる[25]。
- 2012年（平成24年）：「日立駅周辺地区整備事業」が2012年度グッドデザイン賞を受賞[26]。
- 2013年（平成25年）
  - 「日立駅周辺地区」が平成25年度都市景観大賞「土地空間部門」において、「優秀賞」を受賞[27][28]。
  - 「日立駅周辺地区」が第8回まちづくり情報交流大賞において、「まちづくり効果賞」を受賞[29][30][31]。
  - 日立市が、第28回都市計画協会会長賞を受賞。「日立駅周辺地区」の取り組みが評価される[32]。
- 2014年（平成26年）10月15日：ブルネル賞駅舎部門で「優秀賞」を受賞[33]。
- 2016年（平成28年）：「日立駅自由通路及び駅周辺地区デザイン」が土木学会デザイン賞奨励賞を受賞[34]。
- 2019年（令和元年）9月：「えきピアノ」を茨城県内の駅として初めて設置[35]。
- 2021年（令和3年）10月7日：ブース型ワークスペース「STATION BOOTH」が開業[36]。
- 2023年（令和5年）：2023年秋に開催される「茨城デスティネーションキャンペーン」に合わせて、地域の特色に合わせた駅名標に装飾される[37]。

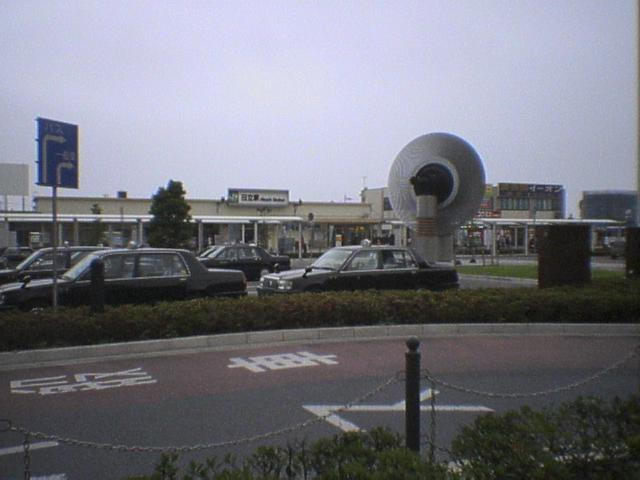
旧中央口（2005年7月）
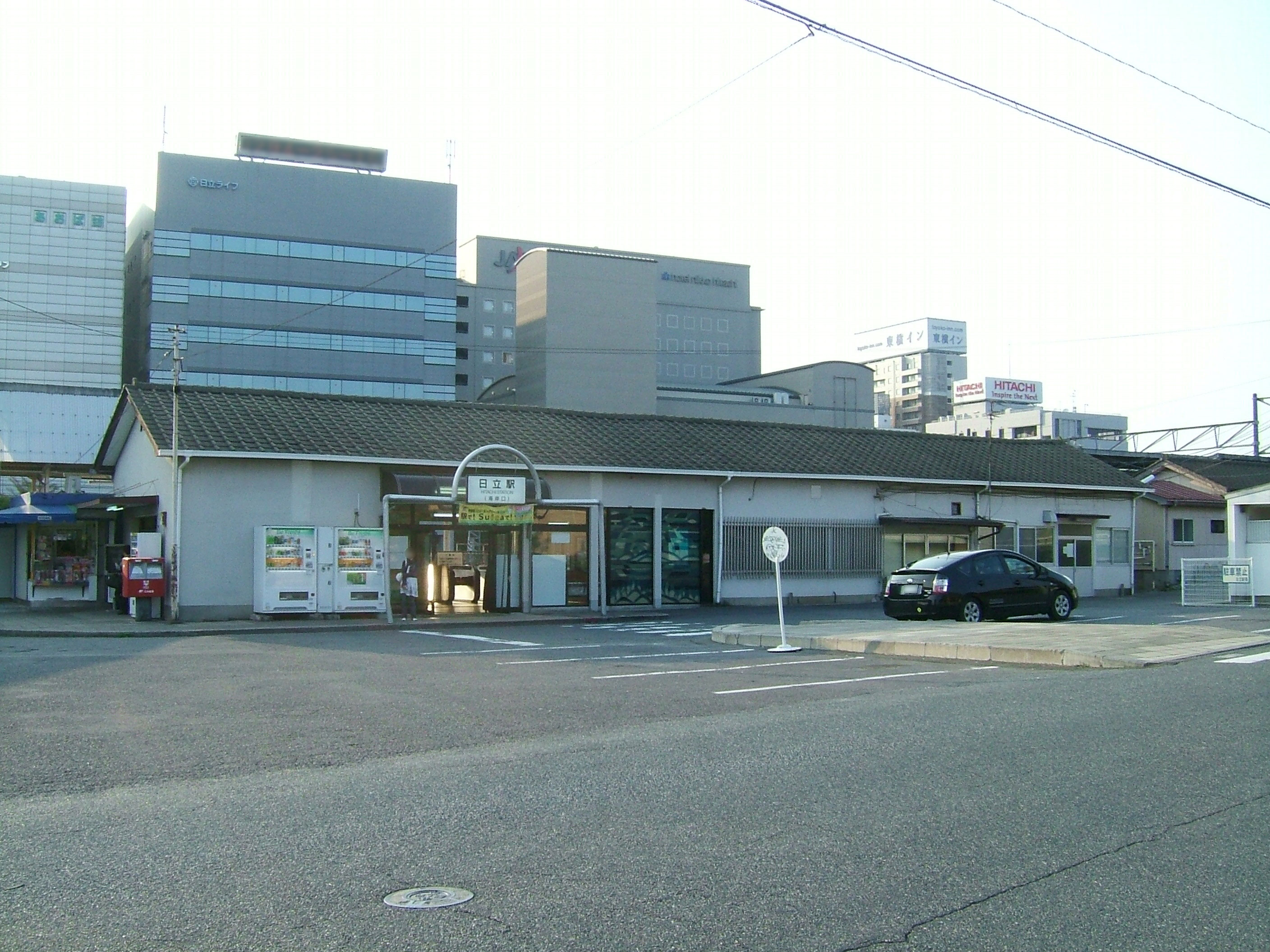
旧海岸口（2008年4月）
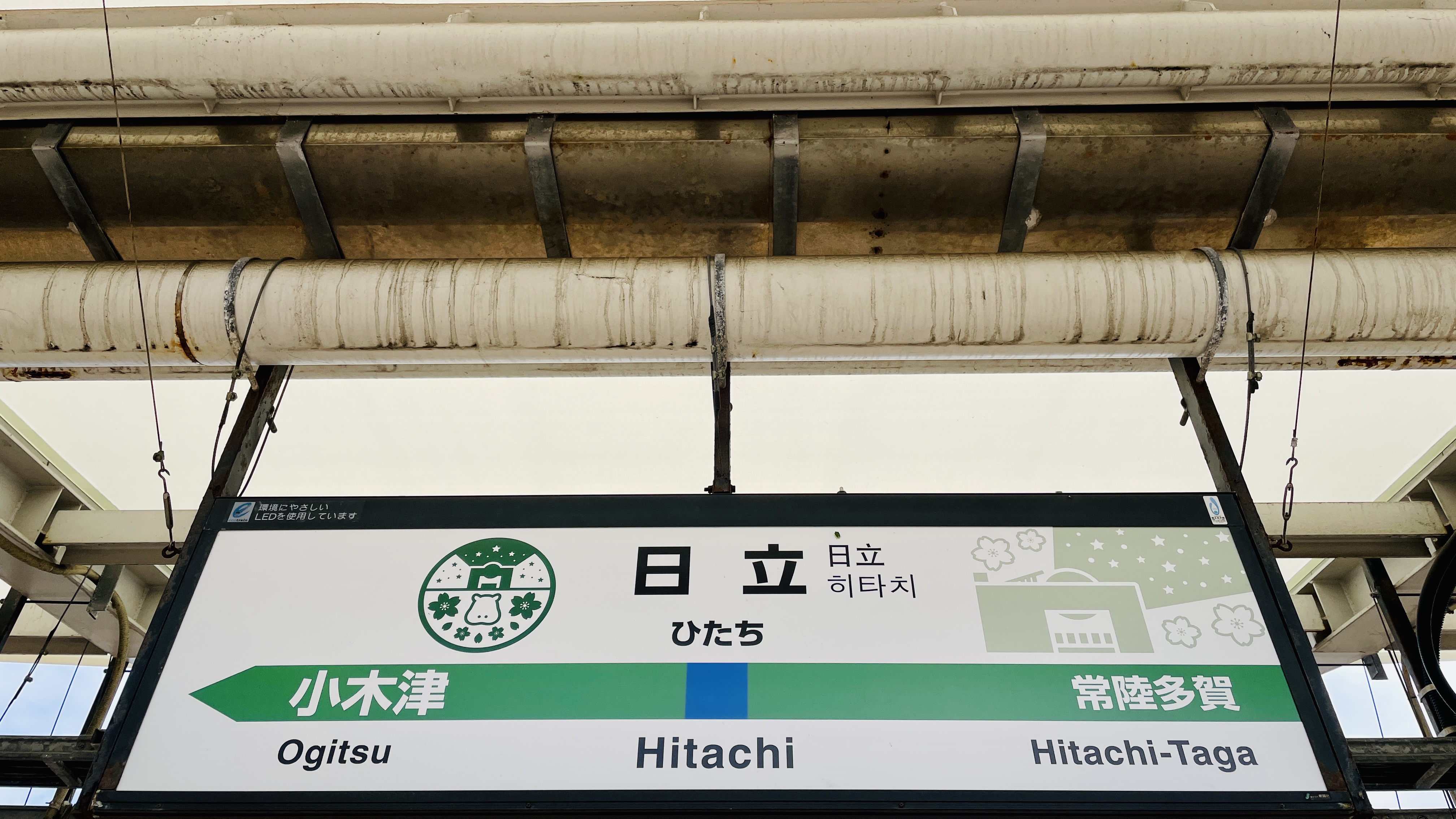
駅名標（2023年10月）

## 駅構造
2面3線のホームを持つ（1、2番線島式、3番線対向式）、地上駅で橋上駅舎を有する。直営駅で勝田営業統括センターの被管理駅である。みどりの窓口・Suica対応自動改札機・指定席券売機・VIEW ALTTE設置駅。現在の駅舎は、地元出身の建築家妹島和世の作品で、第12回ブルネル賞駅舎部門で優秀賞を受賞している。
改札口は2か所ある。中央改札はホーム上の駅舎（駅本屋）内に開設され、改札外で中央口と海岸口に分かれている。中央口は中心市街地に面しており、バスターミナルなどもこちら側に設置されている。臨時改札はホーム南側（常陸多賀駅側）の跨線橋と平行している自由通路（エスカルロード）との間に開設され、三菱重工業日立工場が隣接しているため朝のラッシュ時のみに改札業務を行っている。2011年3月11日以前は海岸口が、3番線ホーム南側（常陸多賀駅側）地上の旧本屋側にあったが、橋上駅舎になったため取り壊された。
2007年度から橋上駅舎化および中央口の周辺整備の工事が行われ、2010年度に工事終了予定となっていたが、東北地方太平洋沖地震（東日本大震災）の影響で橋上駅舎の開業は年度明けの2011年4月7日に延期となった。

### のりば
| 番線 | 路線             | 方向 | 行先                 |
| ---- | ---------------- | ---- | -------------------- |
| 1・2 | ■ 常磐線         | 下り | いわき・仙台方面     |
| 2・3 | ■ 常磐線         | 上り | 水戸・上野方面       |
| 2・3 | ■ 上野東京ライン | 上り | 上野・東京・品川方面 |

（出典：JR東日本:駅構内図）
- 3番線ホーム（上りホーム）にはSuica専用のグリーン券自動券売機が1台設置されている。
- 1・2番線ホーム橋上駅舎階段付近と3番線ホームの水戸寄り（旧海岸口付近）に喫煙ルームが設置されている。待合室は3番線ホーム水戸寄りに設置されている。
- 2番線は、高萩・いわき方面で特急の待ち合わせを行う列車と水戸・土浦方面の当駅始発が使用する。2020年3月13日の改正で、上野発当駅止まりの普通電車が、勝田止まりに見直された。

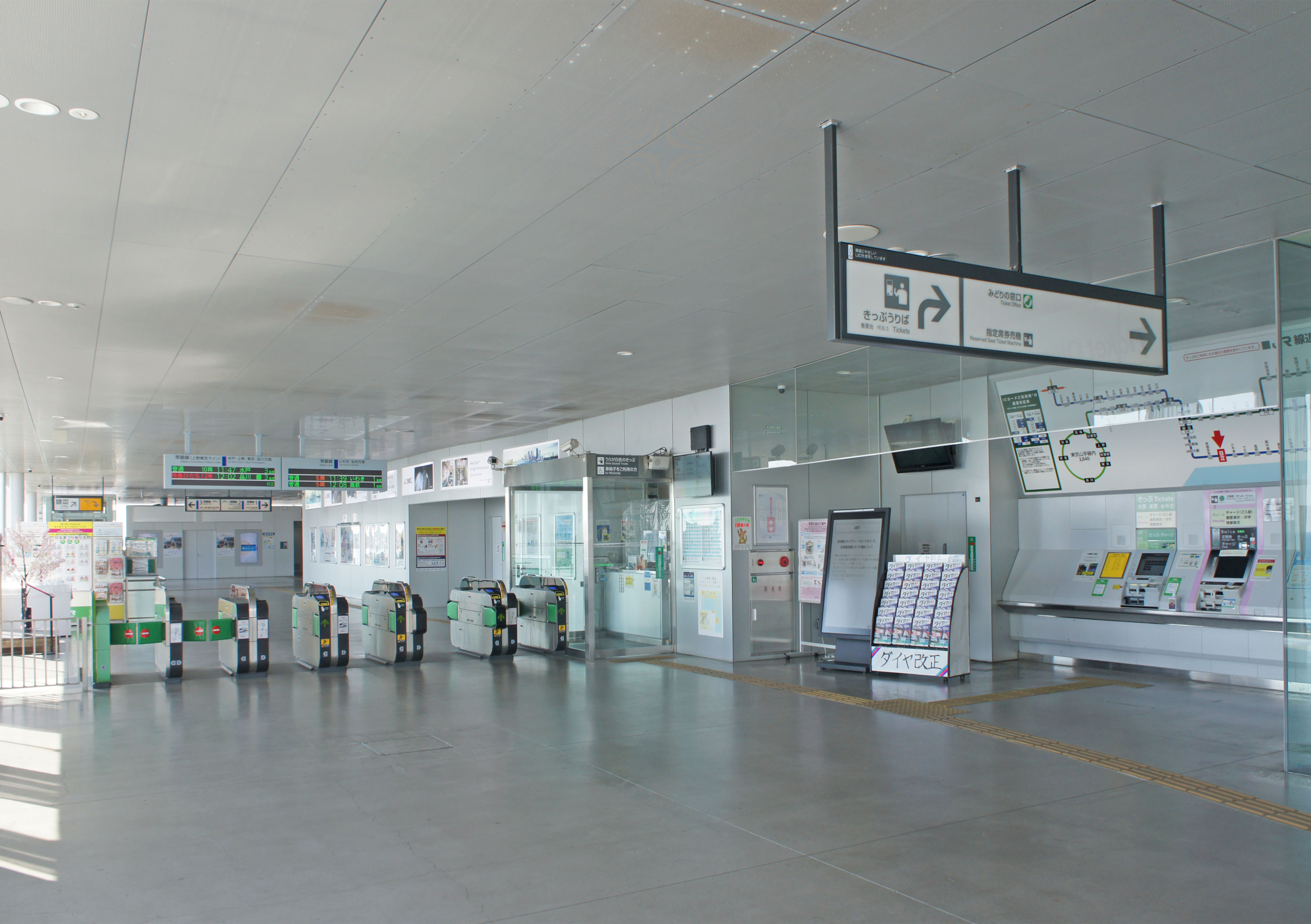
改札口（2022年2月）
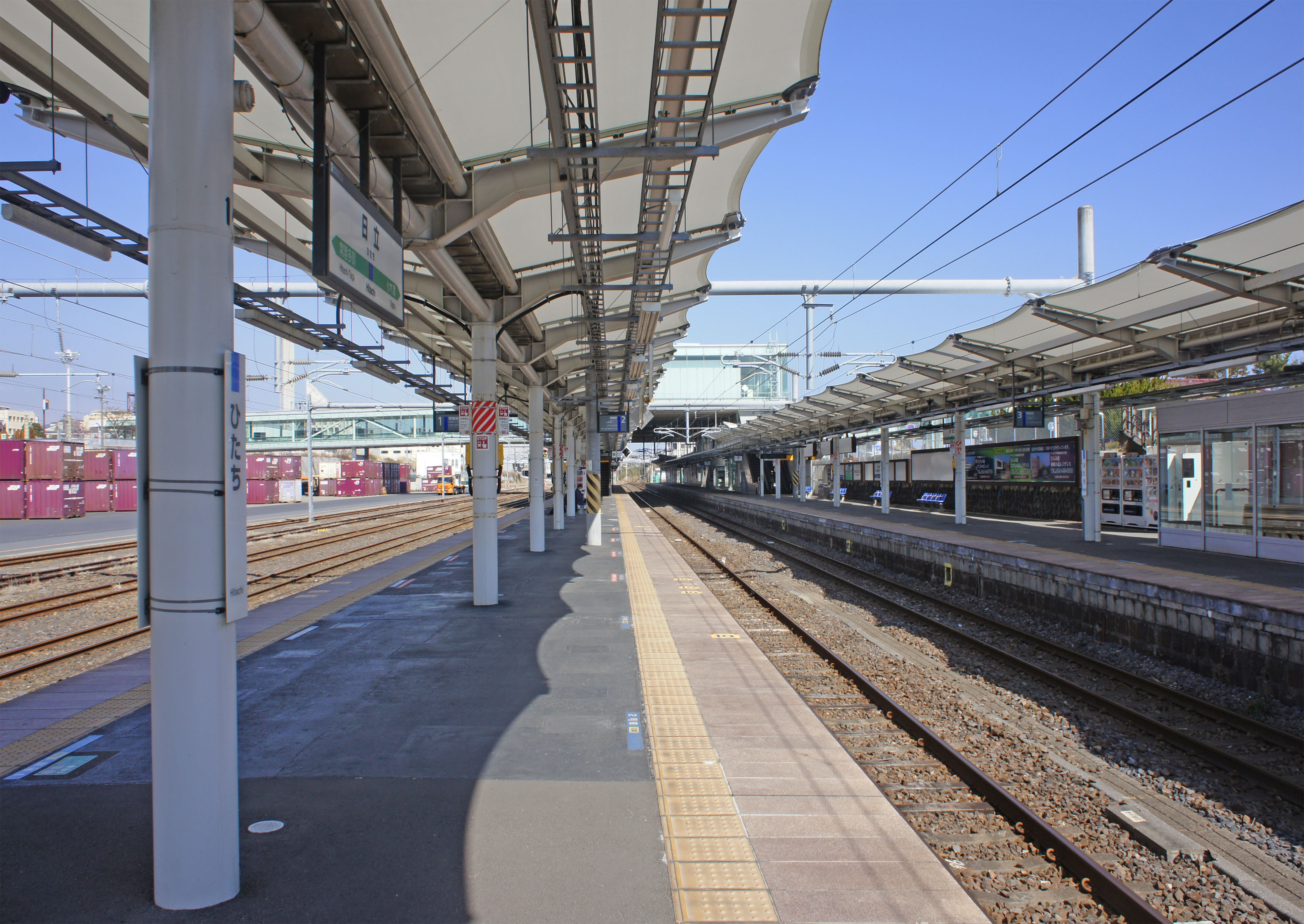
ホーム（2022年2月）
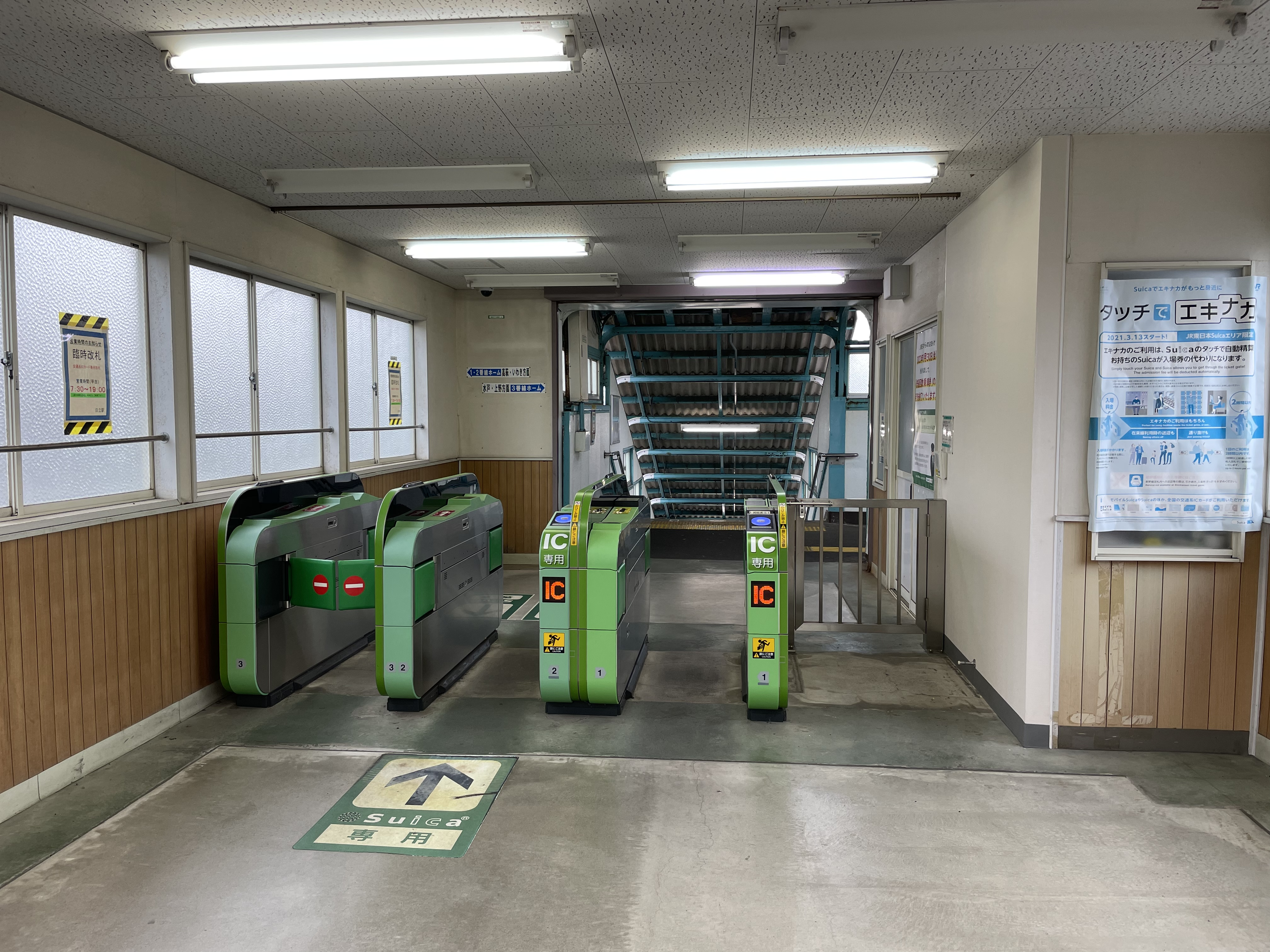
臨時改札口（2022年7月）

### 発車メロディ
2005年（平成17年）10月から、発車メロディに地元出身の作曲家・吉田正の楽曲を使用している。
- 1・2番線：「寒い朝」（吉永小百合）
- 3番線：「いつでも夢を」（吉永小百合・橋幸夫）

### 構内営業
コンビニエンスストア「NewDays」が中央改札（改札外）コンコースに出店している。
市内飲食店業者の海華軒が長年にわたり1番ホームで駅弁・立ち食いそば店を営業していたが、2008年に撤退し、その後ほかの業者が入ることなく店舗も解体された。風流弁当（幕の内）やソースカツ丼など調製・販売して、一時期は駅弁業者が撤退したいわき駅販売分も調製していたが、後に撤退している。

## 貨物駅
JR貨物の設備は、旅客駅1番線の西側にある。貨車の入換作業や駅の業務は福島臨海鉄道が受託している。
1面のコンテナホーム、2本のコンテナ荷役線を有する。駅本線に到着した貨物列車は一旦小木津駅方の引き上げ線に入った後、コンテナホームに進入する構造となっている。
かつては日立製作所日立事業所へ続く専用鉄道があり、そこからまれに特大貨物列車が運転されたこともあったが、1995年の運行以降使用されておらず、現在は事業所内の線路も撤去されている。また、隣接する日立セメント工場への専用線もありセメント輸送に使用されていたが、2006年3月に廃止された。
現在日立シビックセンターとなっている一帯には、1980年代後半まで日本鉱業（現在のJX金属）の資材置場などが広がり、総延長6 kmに及ぶ専用線が張り巡らされていた。そこには薬品貯蔵タンクも置かれ、日立製錬所（現在の日立工場）で生産された硫酸が当駅から発送されていた。また、資材置場と製錬所を結ぶ日立鉱山専用電気鉄道（電化）もあり、化学薬品のほか旅客も輸送していたが、1960年5月31日限りで廃止された。
2014年3月時点で、停車する貨物列車は高速貨物列車1往復のみである。行先は下りが小名浜駅、上りが名古屋貨物ターミナル駅である。

### 取扱う貨物の種類
- コンテナ貨物 - 12 ftコンテナのみを取り扱う
- 臨時車扱貨物
- 産業廃棄物・特別管理産業廃棄物の取扱許可を得ている。

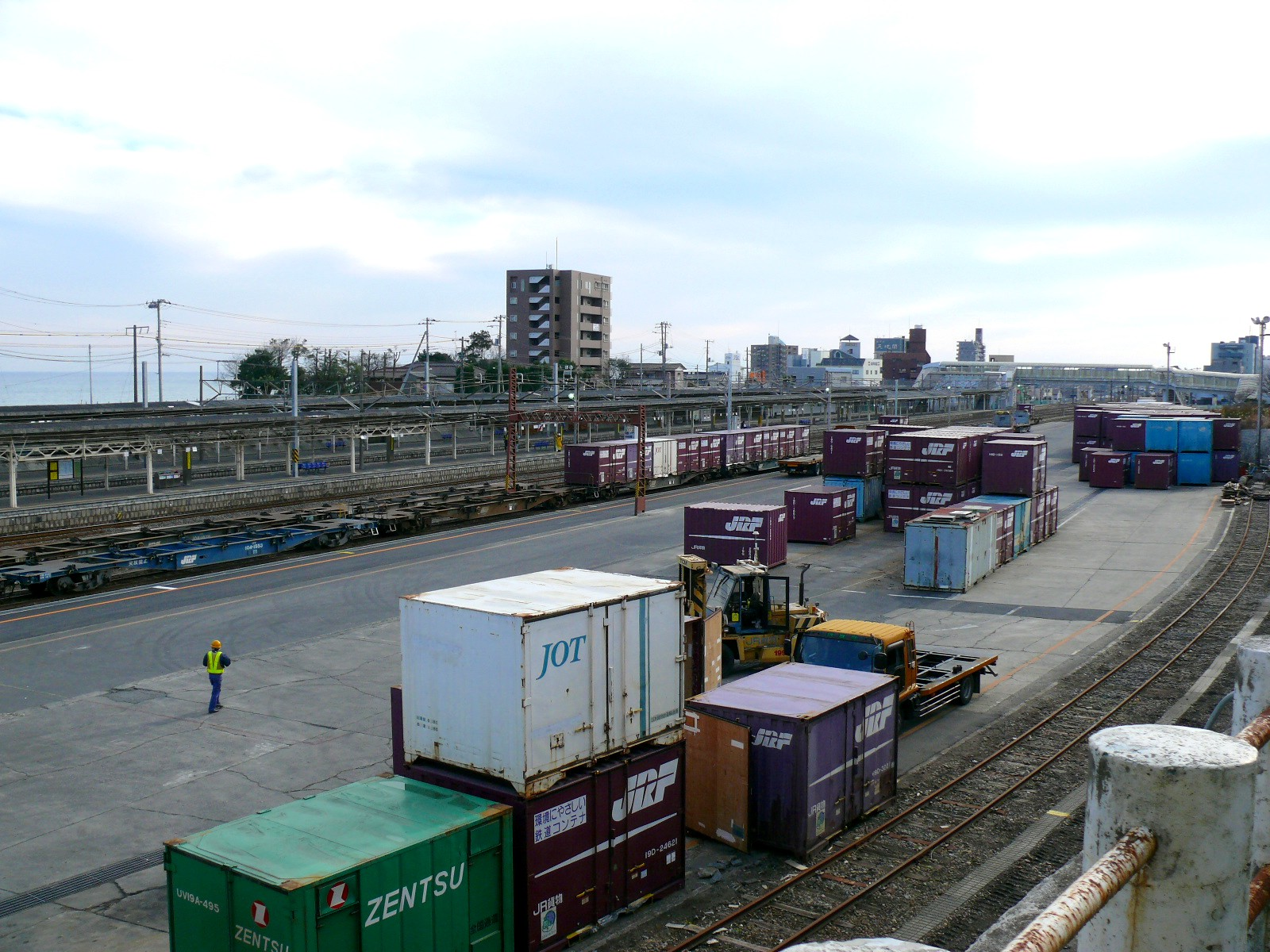
コンテナホームを中央口側より望む（2009年1月）
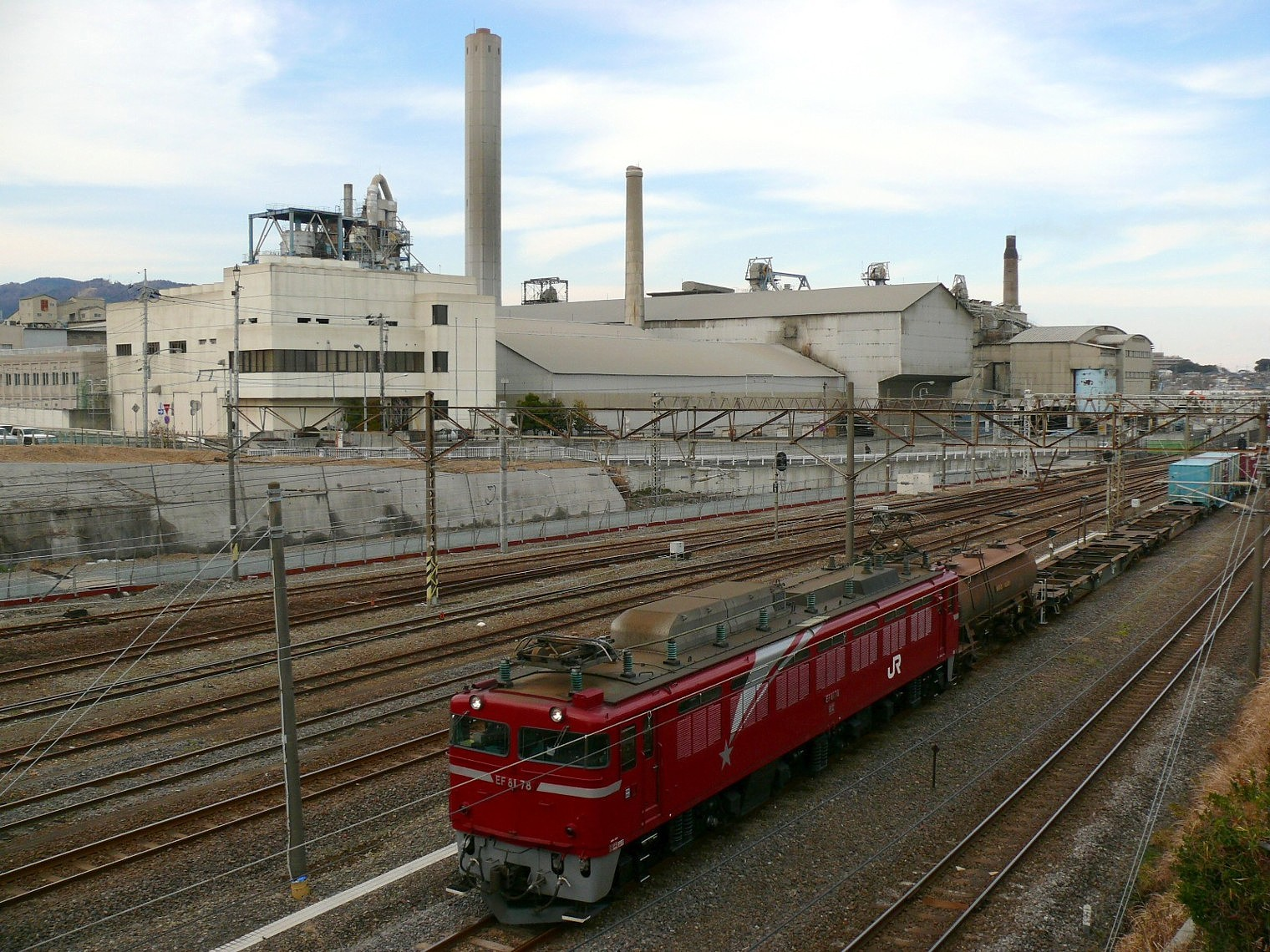
日立駅構内に入る貨物列車。後ろの工場は日立セメント工場（2009年1月）

## 利用状況
JR東日本によると、2023年度（令和5年度）の1日平均乗車人員は8,742人である。
2000年度（平成12年度）以降の推移は以下のとおりである。
| 乗車人員推移       | 乗車人員推移     | 乗車人員推移    |
| 年度               | 1日平均 乗車人員 | 出典            |
| ------------------ | ---------------- | --------------- |
| 2000年（平成12年） | 13,723           | [ 利用客数 2 ]  |
| 2001年（平成13年） | 13,353           | [ 利用客数 3 ]  |
| 2002年（平成14年） | 12,882           | [ 利用客数 4 ]  |
| 2003年（平成15年） | 12,274           | [ 利用客数 5 ]  |
| 2004年（平成16年） | 12,030           | [ 利用客数 6 ]  |
| 2005年（平成17年） | 11,788           | [ 利用客数 7 ]  |
| 2006年（平成18年） | 11,894           | [ 利用客数 8 ]  |
| 2007年（平成19年） | 12,112           | [ 利用客数 9 ]  |
| 2008年（平成20年） | 12,240           | [ 利用客数 10 ] |
| 2009年（平成21年） | 12,030           | [ 利用客数 11 ] |
| 2010年（平成22年） | 11,626           | [ 利用客数 12 ] |
| 2011年（平成23年） | 11,182           | [ 利用客数 13 ] |
| 2012年（平成24年） | 11,693           | [ 利用客数 14 ] |
| 2013年（平成25年） | 11,651           | [ 利用客数 15 ] |
| 2014年（平成26年） | 11,309           | [ 利用客数 16 ] |
| 2015年（平成27年） | 11,423           | [ 利用客数 17 ] |
| 2016年（平成28年） | 11,461           | [ 利用客数 18 ] |
| 2017年（平成29年） | 11,317           | [ 利用客数 19 ] |
| 2018年（平成30年） | 11,175           | [ 利用客数 20 ] |
| 2019年（令和元年） | 10,789           | [ 利用客数 21 ] |
| 2020年（令和02年） | 8,822            | [ 利用客数 22 ] |
| 2021年（令和03年） | 8,213            | [ 利用客数 23 ] |
| 2022年（令和04年） | 8,306            | [ 利用客数 24 ] |
| 2023年（令和05年） | 8,742            | [ 利用客数 1 ]  |

## 駅周辺
駅前広場には、「工業都市・日立」をイメージする発電所用の大型タービン動翼を模したモニュメントがある。

### 中央口
- 日立駅情報交流プラザ ぷらっとひたち
- 平和通り（日本さくら名所100選）
- 「日立駅前開発整備事業」関連施設
  - 日立シビックセンター（科学館・天球劇場）・日立市立記念図書館
  - 日立新都市広場（多目的広場・多目的ホール・地下駐車場）
  - ヒタチエ・パティオモール商店街
- 三菱重工業日立工場
- 日立インダストリアルプロダクツ日立事業所
- JX金属日立事業所
- 日鉱記念館
- 日立郵便局
  - ゆうちょ銀行 日立店
- 日立幸町郵便局
- 東日本銀行 日立支店
- 常陽銀行 日立支店
- 筑波銀行 日立支店
- 日立市役所
- 日立市民会館
- 日立市かみね公園（日本さくら名所100選）・動物園
- 東横INN日立駅前
- ホテル テラス ザ スクエア日立
- 日立セメント本社・工場
- JWAY
- 助川海防城跡（助川城跡公園）
- 茨城県立日立第一高等学校・附属中学校
- 茨城県立日立第二高等学校
- 茨城県立日立工業高等学校
- 明秀学園日立高等学校

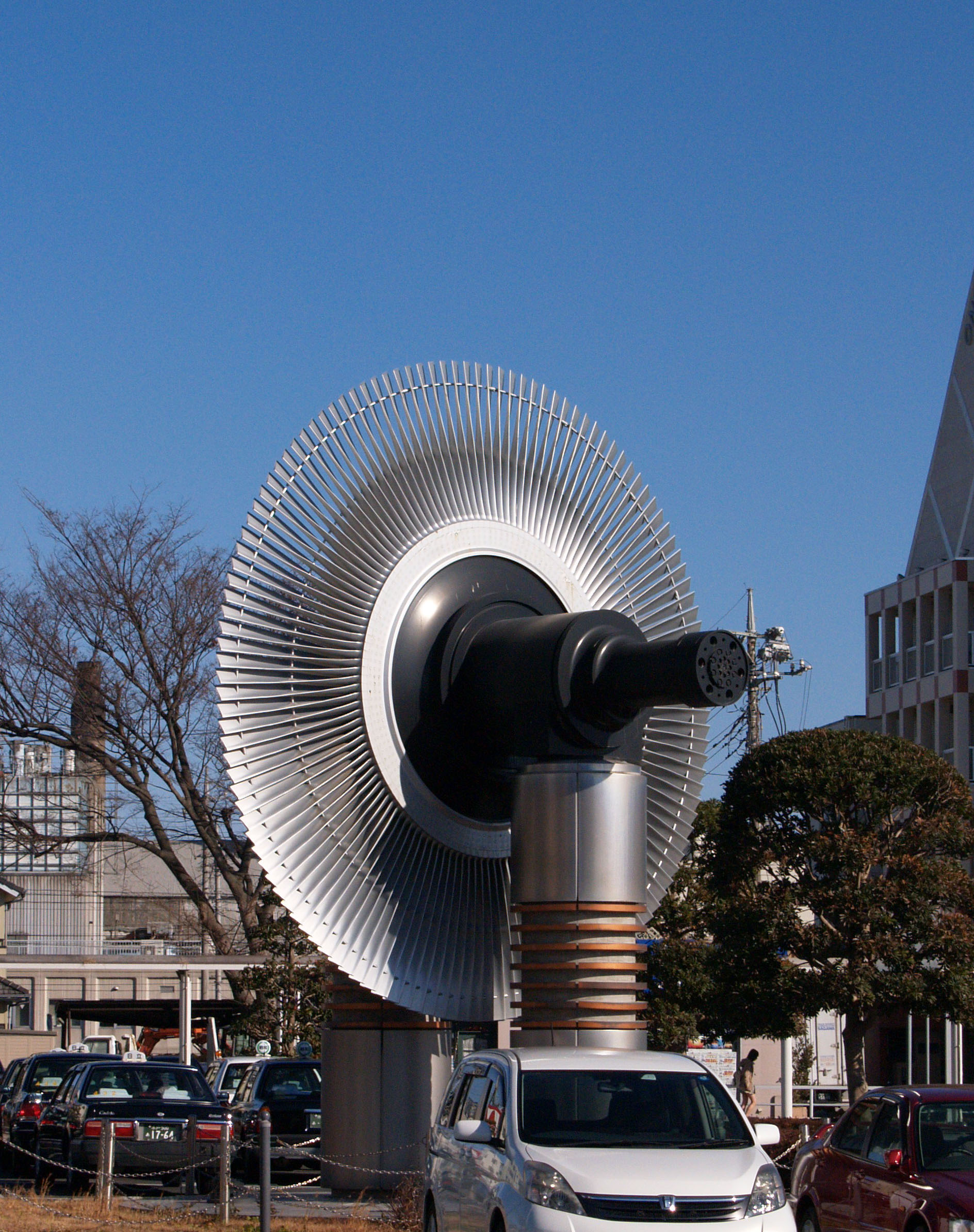
駅前にあるタービンを模したモニュメント
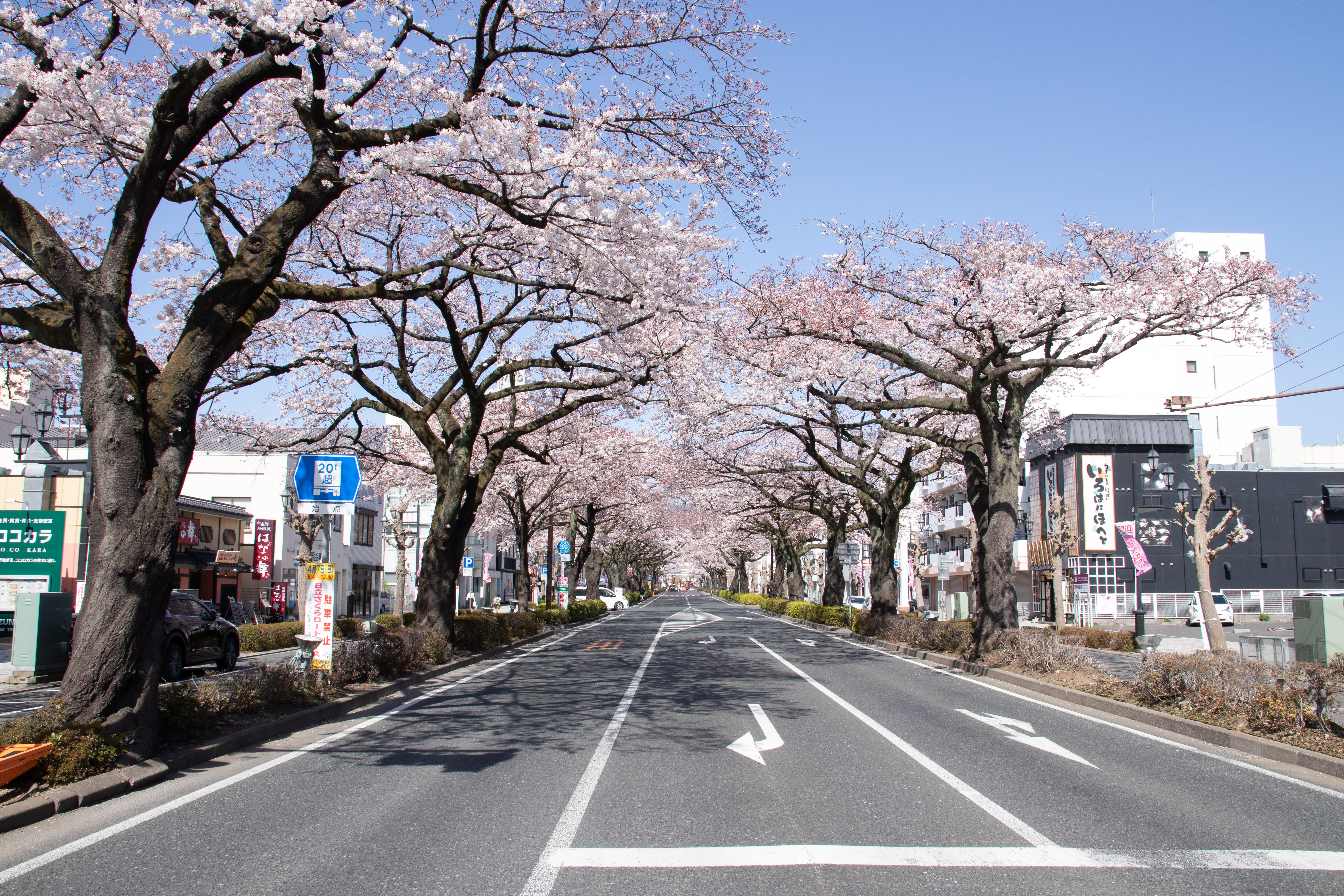
平和通り（県道293号）の桜並木

### 海岸口
- 旧海岸口付近に中央口側と海岸口側を結ぶ跨線橋があり、「エスカルロード」と名付けられている。
- SEA BiRDS CAFE（シーバーズカフェ）
- 国道6号 日立バイパス（日立シーサイドロード）
- 会瀬海水浴場

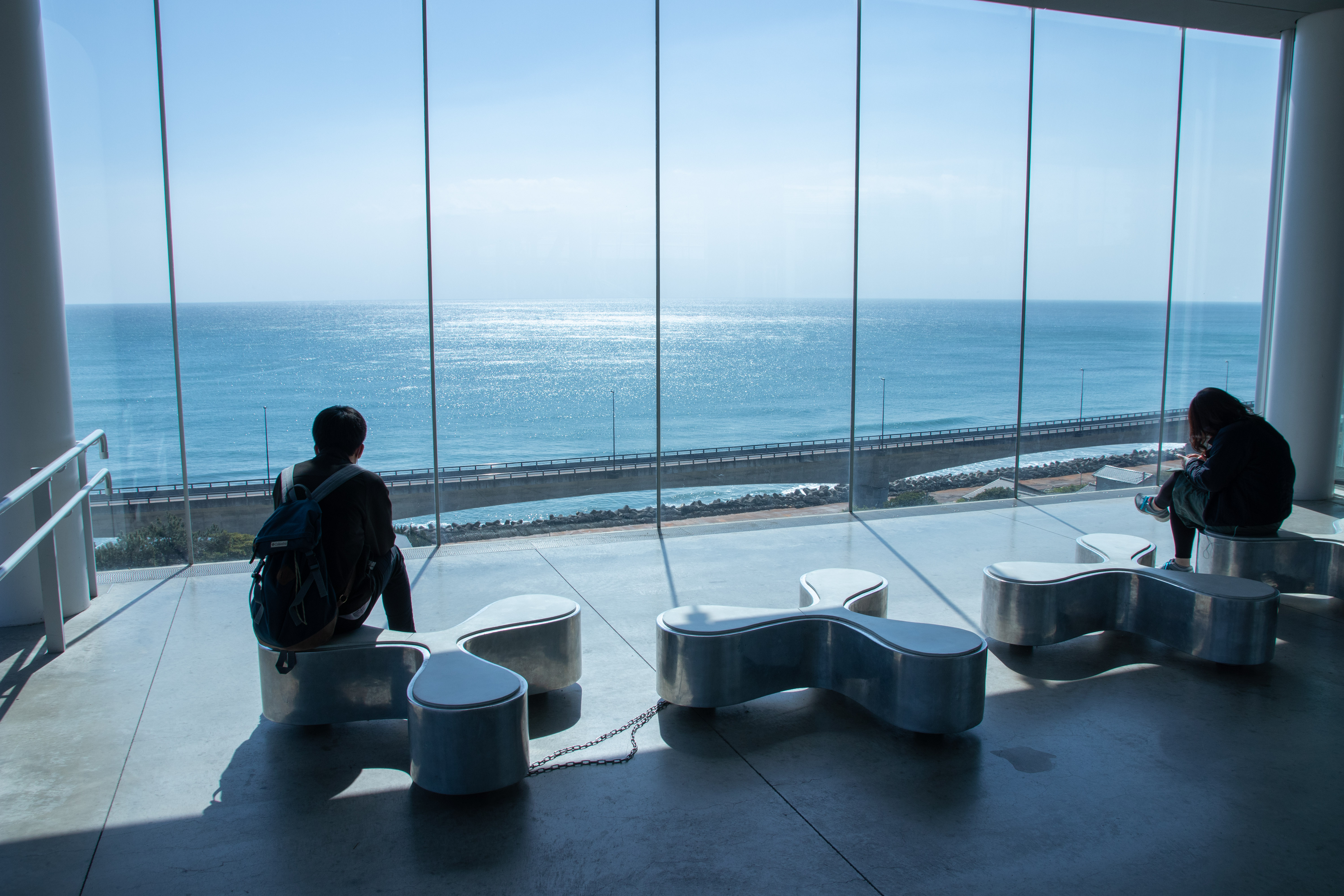
海岸口側構内にある展望ロビー

## バスのりば

### 路線バス
日立駅発着の路線バスは茨城交通 が運行。
1番のりば
- 東河内行
- 高鈴台団地行
- 芝内行

2番のりば
- 小木津駅行
- 十王駅行
- 川尻海岸行
- 鞍掛団地行
- 田尻団地行

3番のりば
- 城南台行
- 日立総合病院行
- 常陸多賀駅行
- 平和台霊園行
- 大甕駅行
- 聖麗メモリアル病院行
- 日立南営業所行
- 台原団地・金沢団地行

4番のりば
- 堂平団地行
- 成沢団地行
- 神峰営業所行
- 山崎工場行
- シーマーク・スクエア行

海岸口のりば
- 神峰営業所行
- 常陸多賀駅行

### 高速バス
5番のりば
- 東京駅行（茨城交通、JRバス関東）
- 成田空港行（茨城交通、千葉交通）
- 羽田空港行（茨城交通）
- 名古屋駅行（茨城交通）（全便休止中）[42]

※ 東京ディズニーリゾート行（茨城交通、新常磐交通、京成トランジットバス）は日立市役所から出発。

## その他
- 2008年3月14日まで、常磐線における東京近郊区間の北端の駅であった。以前は上野駅 - 当駅間でSuicaが利用できたが、2008年3月15日には高萩駅まで、2009年3月14日にはいわき駅まで延長された。
- 常磐線は、当駅を境に、最高速度が南側（上野方面）は130km/h、北側（いわき方面）は120km/hと変わる。

## 隣の駅
東日本旅客鉄道（JR東日本）
■常磐線
- 特急「ひたち」「ときわ」停車駅

■普通
常陸多賀駅 - 日立駅 - 小木津駅

### 記事本文